# Un grand amour (film, 1942)
Pour les articles homonymes, voir Die grosse Liebe et Un grand amour.
Pour plus de détails, voir Fiche technique et Distribution.
Un grand amour (titre original : Die große Liebe) est un mélodrame musical allemand réalisé par Rolf Hansen pour l'UFA et sorti en 1942.

## Synopsis
Le séduisant Oberlieutenant Paul Wendlandt est stationné comme pilote de chasse en Afrique du Nord. Il est rappelé à Berlin pour une journée en tant que rapporteur. Il y rencontre, sur la scène du théâtre de variété la „Scala“ la chanteuse populaire danoise Hanna Holberg. Il s'agit pour Paul d'un coup de foudre. Lorsqu'Hanna part avec des amis, à la fin du spectacle, Paul la suit et lui parle dans le métro berlinois. Après une soirée à l'appartement des amies d'Hanna, Paul la raccompagne jusque chez elle. C'est sur ce chemin que la chance a décidé de frapper : une alerte aérienne force Hannah à emmener Paul à se réfugier avec elle dans l'abri anti-aérien de son immeuble. Hanna tombe également amoureuse de Paul, mais, après une nuit passée ensemble, Paul est forcé de retourner au front.
S'ensuit alors toute une série de malentendus, d'opportunités loupées une après l'autre. Tandis que Hanna attend en vain des signes de vie de Paul, celui-ci effectue des missions aériennes en Afrique du Nord. Quand Paul essaye de rendre visite à Hanna à son appartement berlinois, cette dernière donne un concert de Noël à Paris. Malgré tout, les liens se renforcent entre les deux amants, attisant la jalousie du compositeur d'Hanna, Alexander Rudnitzky, lequel est également amoureux de la chanteuse mais qu'elle ne considère que comme un ami. Paul demande Hanna en mariage dans une lettre. Toutefois, alors qu'à la veille des noces, il peut finalement lui rendre visite, il est à nouveau appelé à partir loin . Hanna, déçue, décide de partir pour Rome où elle doit faire une représentation. Même lorsque Paul réussit enfin à obtenir trois semaines de permission et à suivre Hanna à Rome, le mariage doit être repoussé : Paul sent tellement qu'on a besoin de lui au front qu'il y retourne quand bien même on ne lui avait pas ordonné de le faire. Hanna ne le comprend pas, s'ensuit une dispute après laquelle Paul pense avoir définitivement perdu Hannah.
La guerre contre l'URSS éclate, Paul et son ami Etzdorf sont envoyés sur le front Est. Quand Etzdorf est tué, Paul écrit une lettre d'adieu à Hanna afin de rendre le danger de ses missions plus facile à porter. Ce n'est seulement qu'après avoir été sévèrement blessé par balle et envoyé dans un hôpital militaire dans les montagnes que Paul reverra Hanna à nouveau. Un télégramme de l'hôpital est en effet adressé à Hanna, mais il est intercepté par Alexander Rudnitzky qui le lui dissimule d'abord, par jalousie, et persuadé depuis longtemps que la relation entre Hanna et Wendlandt serait vouée à la rendre malheureuse de toute façon, alors qu'il veut son bien. Après une représentation de la toute dernière composition de Rudnitzky, cependant, le compositeur est ému par la performance d'Hanna pendant qu'elle interprète son nouvel air, et il comprend à quel point son Amour pour l'officier est profond. Le compositeur décide alors de lui montrer le télégramme qui apprend donc à Hanna que Wendlandt est à l'hôpital et la demande. 
Hanna est toujours prête à se marier avec ce dernier et le dernier plan du film confond le bonheur privé et le destin national : on y voit le couple heureux, confiant dans l'avenir, regardant dans le ciel un escadron de bombardiers allemands passer.

## Fiche technique
- Titre original allemand : Die große Liebe
- Titre français : Un grand amour
- Titre belge : Le Grand Amour[2][réf. à confirmer]
- Réalisation : Rolf Hansen
- Producteur : Walter Bolz
- Scénario : Peter Groll et Rolf Hansen, d'après une idée d'Alexander Lernet-Holenia
- Musique : Lothar Brühne, Michael Jary
- Montage : Anna Höllering
- Date de sortie : 1942

## Distribution
- Zarah Leander : Hanna Holberg, une chanteuse célèbre
- Viktor Staal : le lieutenant Paul Wendlandt, un pilote qui tombe amoureux d'Hanna
- Grethe Weiser : Käthe, la gouvernante d'Hanna
- Paul Hörbiger : Alexander Rudnitzky, un compositeur lui aussi amoureux d'Hanna
- Wolfgang Preiss : le lieutnant von Etzdorf, l'ami de Paul
- Hans Schwarz jr. : Alfred Vanloo, un artiste
- Leopold von Ledebur : Herr von Westphal
- Julia Serda : Jenny von Westphal, sa femme
- Victor Janson : Mocelli, le directeur du théâtre
- Agnes Windeck : la mère d'Hannas
- Paul Bildt : le maître d'hôtel antipathique
- Erich Dunskus : l'homme au chien policier
- Olga Engl : la vieille dame de l'immeuble
- Karl Etlinger : l'homme aux billets d'entrée
- Ilse Fürstenberg : l’îlotière
- Grete Reinwald : un locataire dans la cave lors du bombardement
- Ewald Wenck : le chauffeur de taxi berlinois
- Just Scheu : le frère d'Alfred Vanloo
- Erna Sellmer : la femme qui déchire les cartes
- Wilhelm Althaus : le capitaine d'aviation Becker
- Paul W. Krüger: un invité de Westphal
- Walter Lieck : un locataire dans la cave lors du bombardement
- Hugo Froelich : le portier de la Scala
- Henry Lorenzen : un passager du tram que suit Hanna
- Hermann Pfeiffer : le consul

## Musique
- Davon geht die Welt nicht unter
- Blaue Husaren (Heut' kommen die blauen Husaren)
- Ich weiß, es wird einmal ein Wunder gescheh'n
- Mein Leben für die Liebe - Jawohl!

Toutes les musiques du film ont été composées par Michael Jary, les paroles écrites par Bruno Balz et chantées par Zarah Leander. „Davon geht die Welt nicht unter“ et „Ich weiß, es wird einmal ein Wunder gescheh'n“ seront deux des plus gros tubes de l'époque nazie, qui seront très appréciés également par le pouvoir en place du fait de leur sous-texte politique. Après 1942, tandis que la situation militaire devient de plus en plus incertaine pour l'Allemagne, les chansons du film deviendront une partie importante de la propagande jusqu’au-boutiste.

## Autour du film
- Joseph Goebbels considérait ce mélodrame musical comme de la propagande déguisée[réf. nécessaire].
- Selon le Guide des films de Jean Tulard : « L'un des plus grands succès populaires du cinéma allemand des années de guerre. Certains numéros musicaux avec la chanteuse Zarah Leander sont restés mémorables pour leur ampleur et leur entrain. Du bon travail, soigné comme il se devait, évitant (ce qui était méritoire) de tomber dans l'imagerie de propagande de manière systématique. »